# Bupalus rautheri
Bupalus rautheri är en fjärilsart som beskrevs av Krausse 1915. Bupalus rautheri ingår i släktet Bupalus och familjen mätare. Inga underarter finns listade i Catalogue of Life.